# Palpares
Palpares (лат.) — род сетчатокрылых насекомых из семейства муравьиных львов (Myrmeleontidae). Более 100 видов.

## Описание
Крупные и очень крупные муравьиные львы. Голова сравнительно маленькая, поставлена вертикально, по её бокам находятся круглые глаза. Усики к концу булавообразно утолщённые. Брюшко длинное и узкое. Пронотум шире своей длины. Ноги сильные, шпоры мощные, резко изогнутые. Жилкование крыльев сетчатое. Крылья у представителей рода широкие, с развитым чёрным, бурым или жёлтым сложным рисунком, образованным пятнами, с однорядным костальным полем. От близких родов отличается длинными антеннами, длиной и деталями строения максиллярных щупиков.

## Ареал
Род насчитывает более 100 видов в тропиках и субтропиках Старого Света. Характеризуется широким средиземноморским ареалом, охватывающим страны Южная Европа, Северную Африку и Юго-Западная Азия.
Один вид — Palpares libelluloides распространён от Испании до Кавказа и на юг до Ирана и Израиля. В фауне России представлен только Palpares libelluloides в прикаспийской части Дагестана.

## Виды

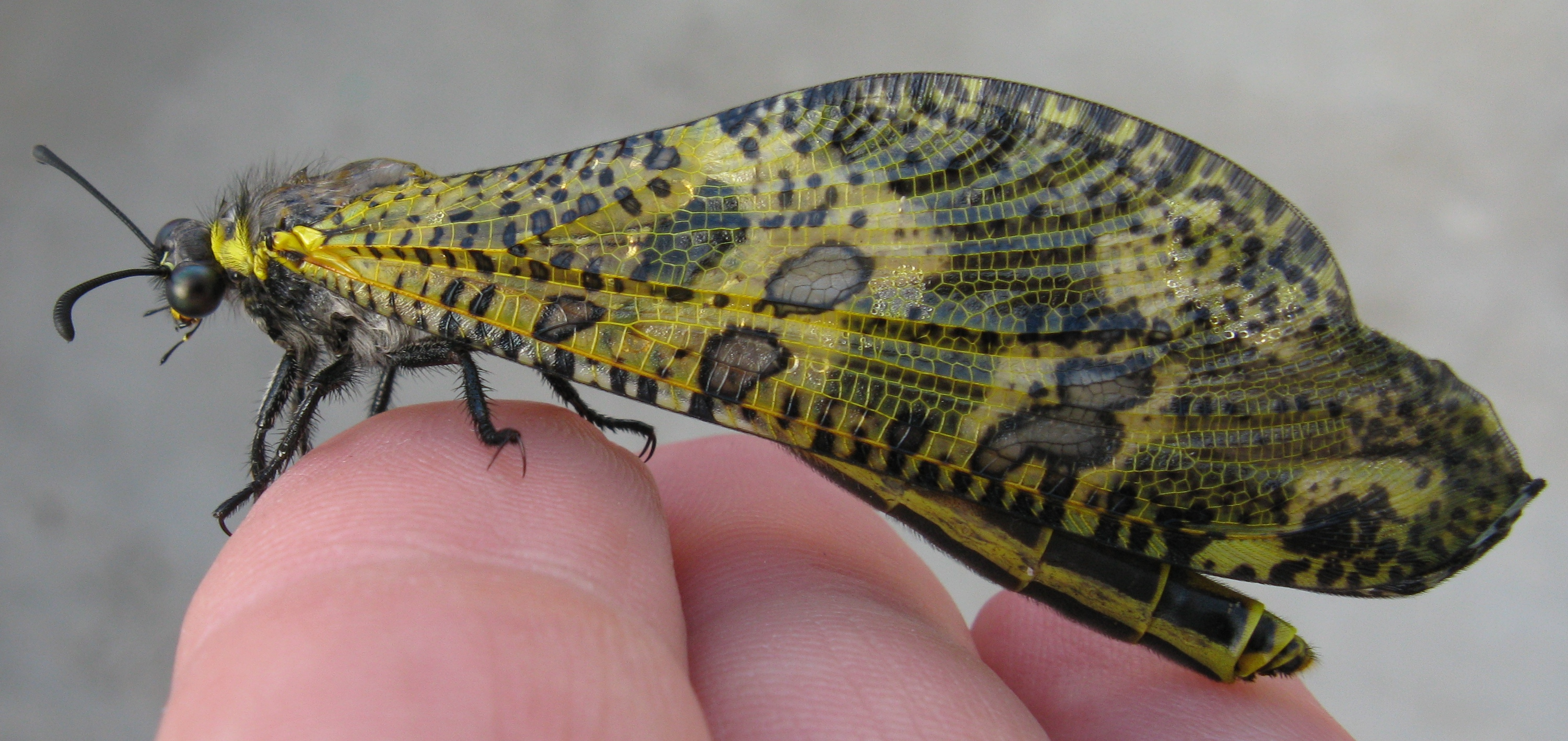
Palpares speciosus

- Palpares abyssinicus
- Palpares adspersus
- Palpares aegrotus
- Palpares aeschnoides
- Palpares alopecinus
- Palpares amitinus
- Palpares angustus
- Palpares apicatus
- Palpares arcangelii
- Palpares astarte
- Palpares auratus
- Palpares bayoni
- Palpares caffer
- Palpares campanai
- Palpares cataractae
- Palpares cephalotes
- Palpares cognatus
- Palpares contrarius
- Palpares decaryi
- Palpares digitatus
- Palpares dispar
- Palpares elegantulus
- Palpares falcatus
- Palpares fulvus
- Palpares geniculatus
- Palpares germaini
- Palpares gratiosus
- Palpares hispanus
- Palpares immensus
- Palpares inclemens
- Palpares incommodus
- Palpares infimus
- Palpares insularis
- Palpares kalahariensis
- Palpares karrooanus
- Palpares lentus
- Palpares libelluloides
- Palpares martini
- Palpares nigrescens
- Palpares nobilis
- Palpares normalis
- Palpares nyicanus
- Palpares obscuripennis
- Palpares obsoletus
- Palpares papilionoides
- Palpares pardaloides
- Palpares pauliani
- Palpares percheronii
- Palpares radiatus
- Palpares rajasthanicus
- Palpares schoutedeni
- Palpares schrammi
- Palpares selysi
- Palpares sinicus
- Palpares sobrinus
- Palpares speciosus
- Palpares stuhlmanni
- Palpares submaculatus
- Palpares tigroides
- Palpares torridus
- Palpares turcicus
- Palpares trichogaster
- Palpares umbrosus
- Palpares venustus
- Palpares weelei
- Palpares zebratus
- Palpares zebroides